# In the Hand of Dante
In the Hand of Dante är en italiensk-amerikansk-brittisk mysterie- och kriminaldramafilm, som har en planerad premiär i augusti 2025 på Filmfestivalen i Venedig. Filmen är regisserad av Julian Schnabel efter ett manus skrivet av Schnabel och Louise Kugelberg som i sin tur är baserat på en roman av Nick Tosches.

## Handling
Filmen väver samman två berättelser där den ena utspelar sig på 1300-talet och kretsar kring Dante Alighieri, och den andra i modern tid och följer en skurkaktig forskare som trotsar maffian och blir indragen i en farlig affär kring ett manuskript.

## Rollista (i urval)
- Oscar Isaac - Nick Tosches / Dante Alighieri
- Jason Momoa
- Gerard Butler
- Gal Gadot - Giulietta / Gemma Donati
- Sabrina Impacciatore
- Franco Nero
- Martin Scorsese - Alighieris mentor
- Fortunato Cerlino
- Lorenzo Zurzolo
- Louis Cancelmi - Lefty / Guido da Polenta
- Al Pacino
- John Malkovich
- Benjamin Clementine - Mephistopheles
- Claudio Santamaria
- Guido Caprino
- Mohamed Zouaoui
- Paolo Bonacelli